# Viadukt Podtureň
Viadukt Podtureň s délkou 1 035 metrů je jedním z nejdelších silničních mostů na Slovensku. Nachází se na dálnici D1 na úseku Liptovský Ján - Liptovský Hrádok.
Viadukt je postaven 12 metrů nad terénem, přemosťuje údolí řeky Váh a prochází přes obec Podtureň, podle které dostal i svůj název. Volná šířka viaduktu je 13,12 metru. Výstavba probíhala v letech 1977-1983, otevřen byl v prosinci 1983.